# Aviació comercial

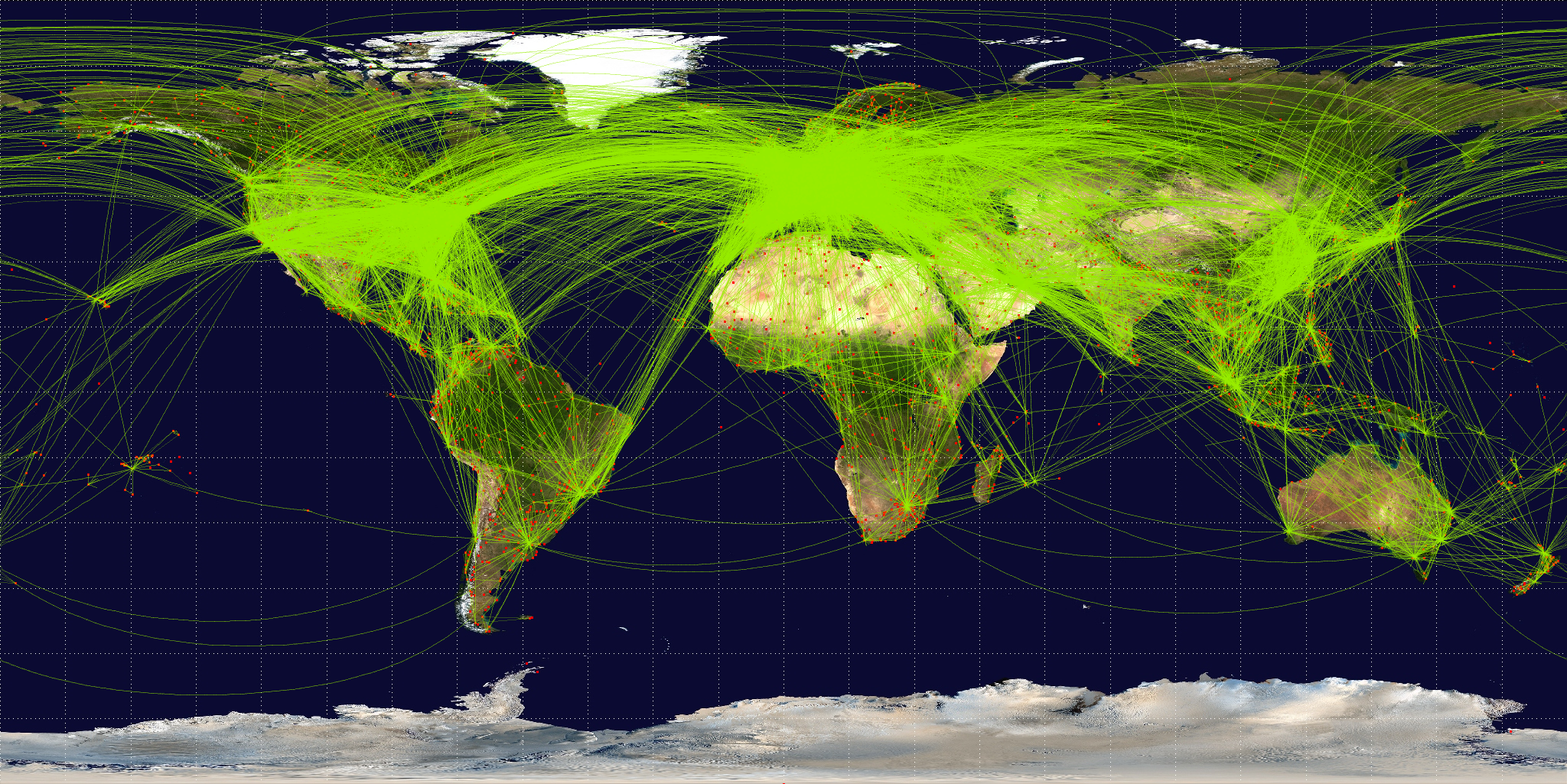
Mapa de rutes del món programades per a trànsit comercial, 2009

L'aviació de transport regular comercial és una activitat que fan les companyies aèries, ja siguin grans o petites, dedicades al transport aeri sigui de persones, o bé de mercaderies, de manera regular, és a dir amb itinerari.

## Història internacional

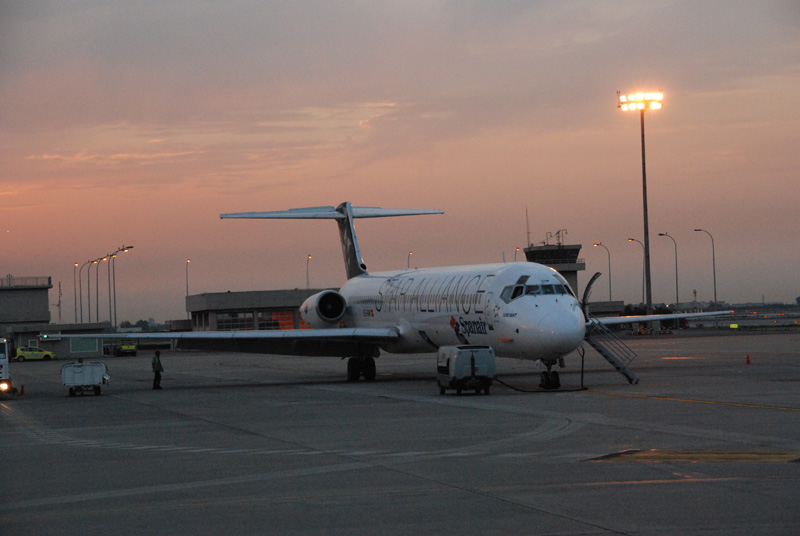
Avió McDonnell Douglas MD-83 al Prat (Barcelona).

La història de l'aviació comercial forma part evidentment de la història de l'aviació, i es remunta el seu naixement als instants posteriors al llançament dels primers avions i es pot centrar a principis de l'any 1910 mitjançant el vol dels primers avions encarregats de fer el transport aeri de correu, durant la Primera Guerra Mundial. El 1919 neixen les primeres companyies aèries, que avui dia segueixen volant al cel del món, són: KLM (Països Baixos) a Europa i Avianca (Colòmbia) a les Amèriques, aquest últim va començar amb el nom de SCADTA, Sociedad Colombo-Alemana de Transporte Aéreo i des de 1940 es diu Aerovías Nacionales de Colombia S.A, coneguda internacionalment com a Avianca. Cal destacar que l'any 1939 la companyia PanAm ja feia rutes entre l'oceà Atlàntic i el Pacífic transportant de forma combinada passatgers i correu, un exemple de aviació comercial d'aquests primers temps va ser el Boeing B40 que va operar entre San Francisco - Chicago quan la jove companyia aèria Boeing Air Transport Inc, havent-se convertit en la dècada dels 30 en la companyia líder d'aquest servei mitjançant l'hidroavió denominat Boeing 314 Clipper.

### Segona Guerra Mundial
L'anunci de la Segona Guerra Mundial va produir un lapsus en el servei aeri comercial a Europa. La situació de la guerra plantejava moltes alternatives i l'aviació militar va cobrar una major rellevància i algunes de les companyies van posar tots, o la majoria, dels seus recursos al servei de l'exèrcit i l'aviació militar dels respectius països implicats en el conflicte, algunes companyies van cessar les seves activitats per complet com Air France l'any 1940 a causa de l'ocupació de França. Un altre cas va ser el de Greater Japanese Airways que va cessar en participar el Japó en la guerra. Altres companyies com KLM van continuar operant a altres continents aliens al conflicte internacional, com va poder ser Àsia.

### Aviació a reacció

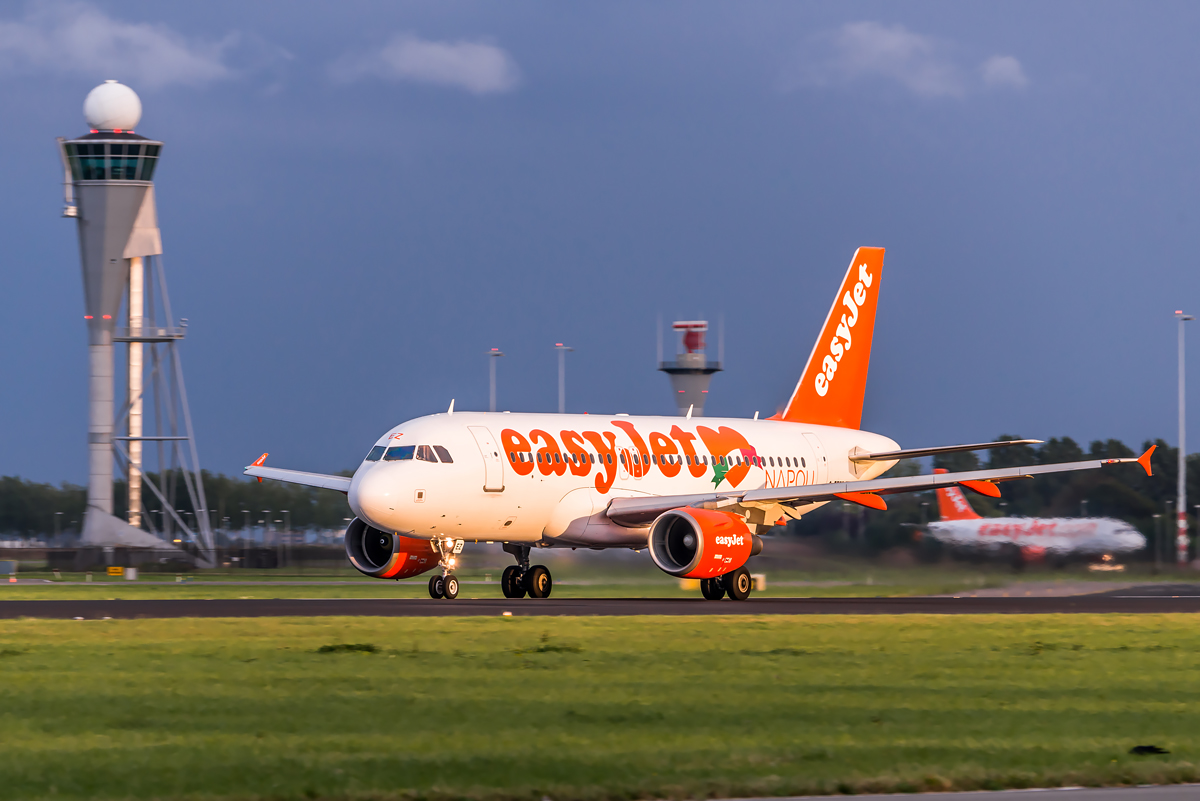
EasyJet A319 a Amsterdam Schiphol.

L'ús de motors de reacció va aconseguir revolucionar el transport aeri completament. Aquests nous avions permetien volar a major velocitat (reducció de temps de vol) i emprar majors altituds de vol (això suposava evitar inclemències atmosfèriques), reduint lògicament els possibles incidents que podrien retardar vols i disminuir el temps entre trajectes de Tòquio a Londres que va passar de 85 hores a 36.
En els primers anys, es van generar algunes resistències cap al desenvolupament d'aquest sistema de propulsió en els avions comercials, ja que les altes temperatures en els seus motors i el consum elevat se sospitava que tindrien una vida efectiva bastant més petita que els turbohèlices, i això malgrat les seves prestacions avantatjoses. Aquest escepticisme va fer que les companyies haguessin de dedicar un esforç per establir noves mesures de manteniment dels avions molt més estrictes i d'haver de contractar personal més qualificat, a més d'haver de construir instal·lacions més sofisticades per dur a terme aquest treball. La introducció del motor de reacció va suposar un gran esforç i va haver de canviar molts conceptes en el negoci del transport aeri.
L'existència dels primers avions capaços de volar a reacció van suposar que les companyies aèries comercials comencessin a emprar aquest tipus de motors en els seus avions, la primera a fer-ho va ser la British Overseas Aircraft Company (BOAC), que l'any 1952 va ser capaç volar amb el De Havilland Comet de Londres a Johannesburg, fent parades a la ciutat de Roma, Beirut, etc. En aquells primers anys, mentre el DC3 volava a 290Km/h, el De Havilland Comet aconseguia 772km/h, emprant un escàs nivell de soroll i molt poques vibracions.

## Lleis regulatòries
L'expansió i ocupació de l'espai aeri a escala nacional i després internacional va fer plantejar a un conjunt de països la necessitat d'establir lleis i regulacions que facin un trànsit aeri eficient i segur. Aquesta convicció va obligar a signar convenis i protocols internacionals que garantissin la regularitat dels vols. D'aquesta forma el 7 de desembre de 1944 es va signar la Convenció de Chicago formant-se la OACI (Organització d'Aviació Civil Internacional) o ICAO en anglès signada en l'actualitat per cinquanta-dos països.
En aquesta mateixa data s'aprova l'Acord de Trànsit i l'Acord de Transport que regulen les vuit llibertats de l'aire.
Posteriorment, per millorar i facilitar les operacions de les aerolínies comercials entre països s'ha recorregut a una sèrie de tractats bilaterals o multilaterals de transport aeri civil i/o militar seguint la política de cels oberts.
Amb l'augment dels reptes dels mercats emergents han aparegut noves línies de productes, noves tecnologies, noves regulacions, noves exigències i noves formes de fer negocis –combinats amb el creixement estratègic, adquisicions/fusions i desafiaments dels models de costos de l'operador.